# 茨城県立水戸第三高等学校
茨城県立水戸第三高等学校（いばらきけんりつみとだいさんこうとうがっこう）は、茨城県水戸市三の丸にある県立高等学校。

## 概要
同校は男女共学であるが、事実上女子高として長らく歴史を刻んできた。しかし、2007年4月入学生から本格的に男子生徒の入学を受け入れ始め、初年度は普通科に12名の男子生徒が入学した（初年度入学生は全員普通科へ入学）。令和3年度（2021年度）の時点では、男子は、普通科では4名、音楽科では3名在籍している。なお、男子生徒受け入れは全学科が対象である。さらに、令和5年度からさらなる男子生徒の募集に力を入れている。
当校の本格的な共学化によって水戸地区のこの学力クラスの男子生徒の普通科公立高校の進学先が確保された。これまでは近隣の茨城県立水戸桜ノ牧高等学校の水準に届かない男子生徒はひたちなか市にある茨城県立勝田高等学校や近隣の私立高等学校へ進学する流れがあったがこれで解消したといわれる。
また、同校の略称は「三高」である。茨城には水戸の他、土浦、古河にも三高があるが地理的に離れているので県央地域で三高といえば当校のことを指す。JR水戸駅から徒歩約７分。
制服は男子はブレザー、女子はセーラー服。

## 進路
大学進学率は約70％、国公立大学進学者は例年30～35名ほどで難関私立大学への合格者もいることから入学難易度とともに中堅進学校といえる。先述の通り、まだ女子生徒の卒業生がほとんどのため、進学先は茨城大学、常磐大学、茨城キリスト教大学など地元志向が強いことも特徴である。

## 設置学科
- 全日制課程
  - 普通科（定員240名）
  - 家政科（定員40名）
  - 音楽科（定員30名）

## 沿革
- 1926年
  - 3月22日 - 水戸市立高等女学校（高等女学校）として創立
  - 5月21日 - 水戸市竹隈小学校仮校舎にて開校。この日を開校記念日とする
- 1948年
  - 3月31日 - 茨城県に移管
  - 4月1日 - 学制改革により新制高等学校である茨城県立水戸女子高等学校が発足
- 1949年3月31日 - 茨城県立水戸第三高等学校に改称。普通科・芸能科を設置
- 1954年4月1日 - 家庭科設置
- 1960年4月1日 - 芸能科を音楽科と改称
- 1963年4月1日 - 家庭科を家政科と改称
- 2007年4月9日 - 普通科男子生徒12名入学
- 2008年4月8日 - 普通科男子生徒21名入学
- 2009年4月7日 - 普通科男子生徒18名入学

## 所在地
- 茨城県水戸市三の丸2-7-27
- 最寄駅、JR水戸駅

## 主な部活動
山岳部、なぎなた部、陸上部、水泳部、卓球部などからインターハイ出場選手を出している。2003年の大会では女子飛込で2位となっている。

## 著名な出身者
- 田所あずさ（声優、歌手、ナレーター）[2][3]
- 中島愛（声優、歌手）[4]
- 川嶋志乃舞（津軽三味線奏者）[5][6]
- 小林真秀（フリークライマー、由佳の姉）[7]
- 小林由佳（フリークライマー、真秀の妹）[8]

## 近隣の学校
- 茨城県立水戸第一高等学校・附属中学校
- 水戸市立第二中学校
- 茨城大学教育学部附属小学校
- 水戸市立三の丸小学校